# T. J. Johnson
 (février 2023).
Si vous disposez d'ouvrages ou d'articles de référence ou si vous connaissez des sites web de qualité traitant du thème abordé ici, merci de compléter l'article en donnant les références utiles à sa vérifiabilité et en les liant à la section « Notes et références ».
 (février 2023).
La mise en forme du texte ne suit pas les recommandations de Wikipédia : il faut le « wikifier ».
Les points d'amélioration suivants sont les cas les plus fréquents. Le détail des points à revoir est peut-être précisé sur la page de discussion.
- Les titres sont pré-formatés par le logiciel. Ils ne sont ni en capitales, ni en gras.
- Le texte ne doit pas être écrit en capitales (les noms de famille non plus), ni en gras, ni en italique, ni en « petit »…
- Le gras n'est utilisé que pour surligner le titre de l'article dans l'introduction, une seule fois.
- L'italique est rarement utilisé : mots en langue étrangère, titres d'œuvres, noms de bateaux, etc.
- Les citations ne sont pas en italique mais en corps de texte normal. Elles sont entourées par des guillemets français : « et ».
- Les listes à puces sont à éviter, des paragraphes rédigés étant largement préférés. Les tableaux sont à réserver à la présentation de données structurées (résultats, etc.).
- Les appels de note de bas de page (petits chiffres en exposant, introduits par l'outil «  Source ») sont à placer entre la fin de phrase et le point final[comme ça].
- Les liens internes (vers d'autres articles de Wikipédia) sont à choisir avec parcimonie. Créez des liens vers des articles approfondissant le sujet. Les termes génériques sans rapport avec le sujet sont à éviter, ainsi que les répétitions de liens vers un même terme.
- Les liens externes sont à placer uniquement dans une section « Liens externes », à la fin de l'article. Ces liens sont à choisir avec parcimonie suivant les règles définies. Si un lien sert de source à l'article, son insertion dans le texte est à faire par les notes de bas de page.
- La présentation des références doit suivre les conventions bibliographiques. Il est recommandé d'utiliser les modèles {{Ouvrage}}, {{Chapitre}}, {{Article}}, {{Lien web}} et/ou {{Bibliographie}}. Le mode d'édition visuel peut mettre en forme automatiquement les références.
- Insérer une infobox (cadre d'informations à droite) n'est pas obligatoire pour parachever la mise en page.

Pour une aide détaillée, merci de consulter Aide:Wikification.
Si vous pensez que ces points ont été résolus, vous pouvez retirer ce bandeau et améliorer la mise en forme d'un autre article.
Pour les articles homonymes, voir Johnson.
Theodore Jarvis Johnson, plus connu sous le nom de T. J., est un personnage fictif de la série télévisée Power Rangers : Turbo. Il est interprété par Selwyn Ward.

## Biographie fictive
Il fait sa toute première apparition dans l'épisode L’Héritage(Power Rangers Turbo épisode 19) (titre original : Passing the Torch ). Alors qu'il est dans un bus en route pour Angel Grove, il fait la connaissance de Cassie Chan. Au cours de leur conversation, il lui révèle qu'il souhaiterait faire carrière dans le baseball. À la sortie du magasin non loin duquel le bus s'était arrêté, T. J. entend des cris au loin qui s'avèrent être ceux de Kat Hillard (Turbo Ranger Rose). Cassie et lui viennent en aide à la jeune femme attaquée par des piranhatrons et constatent aussi qu'une voiture accidentée est en feu. Les autres Rangers Bleu, Vert et Jaune les relayent et T. J. prend l'initiative d'escalader la falaise à proximité en suivant des traces gluantes et verdâtres. Il est devancé par Cassie au départ réticente. Ils atteignent une grotte dans laquelle Tommy Oliver (Turbo Ranger Rouge) est au-dessus d'un vortex suspendu par une corde sur le point de céder. T. J. le sauve in extremis et tous les trois sortent de la grotte, Tommy remercie T. J. de lui avoir sauvé la vie, puis disparaît mystérieusement.
À la fin de l'épisode, on assiste à une cérémonie au cours de laquelle Tommy, Kat, Tanya Sloan (Turbo Ranger Jaune) et Adam Park (Turbo Ranger vert) transmettent leurs pouvoirs à leurs successeurs respectifs T. J., Cassie, Ashley Hammond et Carlos Vallerte sous les regards bienveillants de Zordon revenu pour l'évènement et Dimitria.
Tommy Oliver:
"Je ne serais pas ici aujourd'hui T.J, si tu n'avais pas fait preuve de courage et de force. Je t'ai choisi pour diriger l'équipe, en tant que nouveau power rouge." 
```
La saison se poursuit avec cette nouvelle équipe menée par T. J. et s'achève par la destruction des Megazords et du centre de commande, bien que T. J. parvienne à détruire le monstre tout seul, en lui faisant avaler le turban laser dont le mode d'autodestruction était activé. Grâce à l'aide du jeune Justin (Turbo Ranger Bleu), les quatre nouveaux Rangers s'en vont pour l'espace dans le but de secourir 
Zordon
 dont ils avaient reçu un message de détresse. Ils accostent à bord d'un vaisseau inconnu qui se révèle appartenir à Andros, un Ranger Rouge solitaire. Ce dernier se montre méfiant à leur égard dans un premier temps, puis décide de mettre sa méfiance au placard : il répare Alpha, et les ramène sur une planète, de laquelle ils sont supposés rentrer sur Terre, mais ils sont attaqués par les Quantrons, de nouveaux ennemis. Andros revient alors sur ses pas et leur fait don des astromorphers. T. J., qui était le Turbo Ranger Rouge devient alors le Ranger de l'Espace Bleu et, étant un ancien leader second dans la hiérarchie de l'équipe. Au cours de cette saison dans laquelle les Rangers ont pour objectif de retrouver et sauver Zordon, T. J. sera victime d'amnésie après s'être interposé pour protéger Andros d',un assaut de Darkliptor. Il sera aussi mis momentanément en échec par son alter ego maléfique le Psycho Ranger Bleu dont il viendra à bout en mettant au point une stratégie qui consiste à faire porter la couleur bleue à tous les Rangers  afin de troubler son adversaire. La solution s'avère efficace et le Psycho Ranger Bleu est détruit.
```

À la fin de la saison dont le dernier épisode s'intitule "Le dernier chapitre"(épisode 43,titre original: Countdown to destruction), le tube temporel de Zordon est détruit par Andros après que celui-ci lui a ordonné de le faire. La destruction du tube libère un flux d'énergie, détruit une partie des monstres et en rend d'autres gentils. Au cours de cet épisode, Astronema (ennemie principale de la saison) prend Angel Grove en otage, obligeant les Rangers à se révéler. Voyant que les habitants sont prêts à se sacrifier pour les sauver, T. J. et les autres se transmutent à la vue de tous sur le toit d'un immeuble.
La bataille finale gagnée, les Rangers regagnent l'espace. Puis ils reviennent une nouvelle fois dans la saison suivante, Power Rangers: L'Autre Galaxie, pour aider la nouvelle équipe à vaincre à nouveau les Psycho Rangers dans un épisode intitulé "Dix Power Rangers" (épisode 30, titre original: "To the tenth power").

## Commentaire
T. J. est le premier Ranger rouge afro-américain mais également le premier Ranger bleu afro-américain.